# 아빠의 맛
"아빠의 맛"은 2014년에 제작한 대한민국의 단편영화이다.

## 캐스팅
- 공민정
- 김준배
- 정은경